# Pascal Brendel
Pascal Brendel (* 15. September 2003 in Bad Homburg vor der Höhe) ist ein deutscher Turner. Er ist Medaillengewinner bei Deutschen Junioren- und Elite-Meisterschaften, darunter Deutscher Meister im Mehrkampf 2023 sowie an mehreren Geräten. Er vertrat Deutschland bei den Turn-Weltmeisterschaften 2022 und Turn-Europameisterschaften 2023.

## Karriere

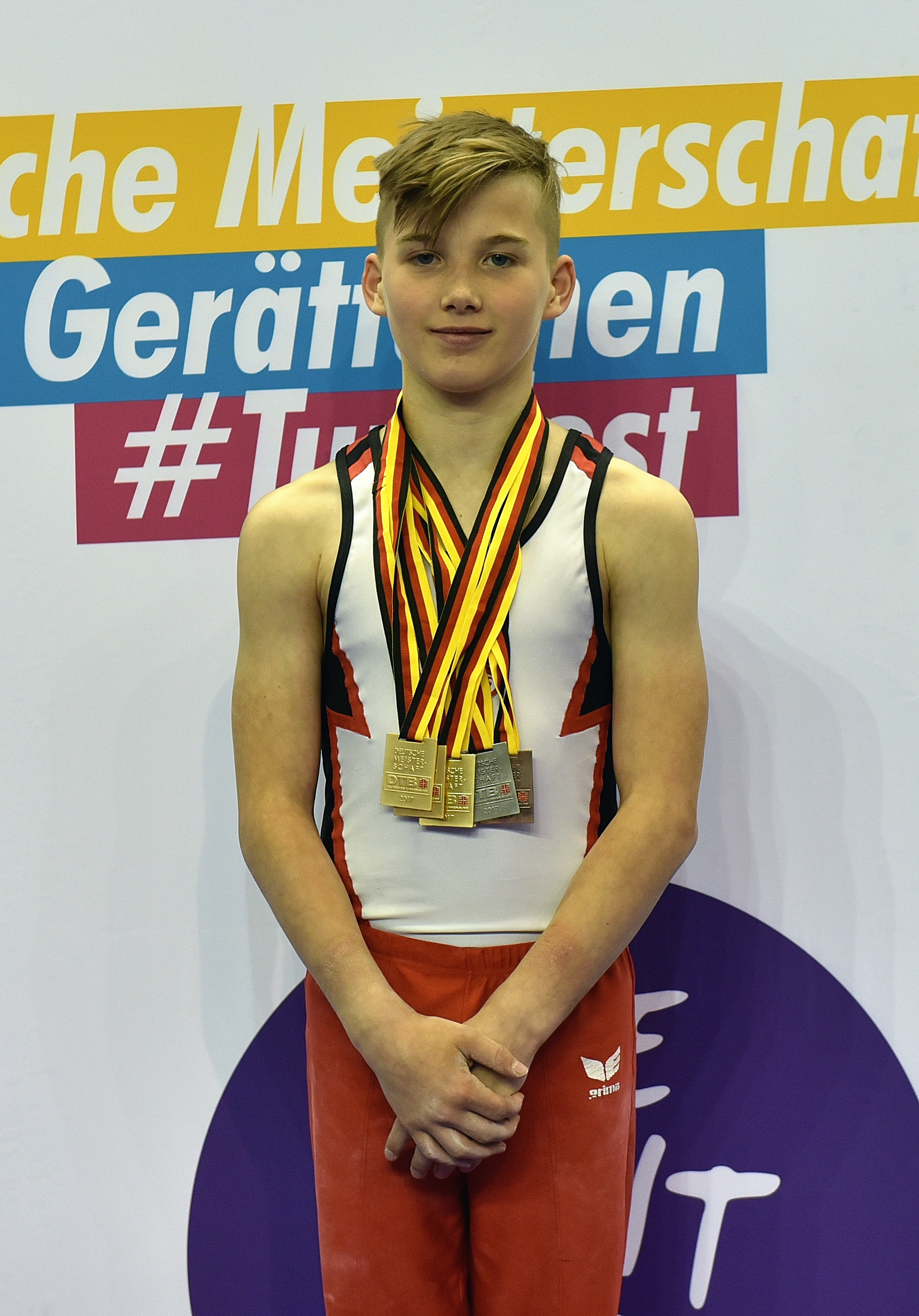
Brendel im Alter von 13 Jahren bei den Deutschen Jugendmeisterschaften im Rahmen des Internationalen Deutschen Turnfestes 2017 in Berlin

Pascal Brendel begann das Kunstturnen im Oktober 2009 bei der SGK Bad Homburg und wechselte 2012 ans Leistungszentrum in Frankfurt, wo er dann für Eintracht Frankfurt antrat. Er ging nach Schwierigkeiten in Frankfurt ins Leistungszentrum in Wetzlar, wurde zwischenzeitlich von Wolfgang Hambüchen, Vater von Turn-Olympiasieger Fabian Hambüchen, und später von seinem eigenen Vater Matthias Brendel trainiert. Seit Januar 2021 tritt Brendel bei nationalen Wettkämpfen für die KTV 68 Wetzlar an.
Pascal Brendel konnte bei Deutschen Jugendmeisterschaften zahlreiche Medaillen gewinnen, darunter 2017 im Rahmen des Internationalen Deutschen Turnfestes den Mehrkampftitel. Im Jugendbereich trat er für das deutsche Nationalteam bei internationalen Wettkämpfen an, darunter beim Europäischen Olympischen Jugendfestival 2019.
Sein Debüt bei den Deutschen Meisterschaften der Senioren bestritt er im Jahr 2022, wo er direkt Deutscher Meister am Pauschenpferd wurde. Im Folgejahr erreichte er an diesem Gerät hinter dem jungen Überraschungssieger Daniel Mousichidis den zweiten Platz. Ihm gelang es jedoch, den Mehrkampftitel mit über 80 Punkten sowie die Goldmedaille am Sprung zu gewinnen.
Auf internationaler Ebene nahm Brendel als Nachrücker noch kurzfristig an den Turn-Weltmeisterschaften 2022 teil. Bei den Turn-Europameisterschaften im Folgejahr erreichte er einen fünften Platz im Team. Als Einzelstarter konnte er sich als einziger Deutscher für das Mehrkampffinale qualifizieren und dort den achten Platz erreichen. Darüber hinaus trat er bei mehreren internationalen Wettkämpfen für Deutschland an und konnte dort beispielsweise beim DTB-Pokal eine Silbermedaille im Mixed-Cup erreichen. Brendel ist Mitglied im Perspektivkader des Deutschen Turner-Bundes für die Olympischen Sommerspiele 2024 in Paris und für die Turn-Weltmeisterschaften 2024 nominiert. Er qualifizierte sich für die Olympischen Spiele. Es gelang dem deutschen Team jedoch nicht, das Finale als Mannschaft zu erreichen. Abgesehen von einem Sturz am Pferd gelang Brendel ein solider Mehrkampf als Einzelturner, ohne sich jedoch auch dort für das Finale zu qualifizieren.
Brendel tritt seit 2019 in der 1. Bundesliga der Deutschen Turnliga für die KTV Straubenhardt an. Mit dem Verein konnte er in seinem ersten Jahr auch deutscher Mannschaftsmeister werden. Er trainiert rund 20 Stunden pro Woche im Wetzlarer Kunstturn-Leistungszentrum und ist Schüler an der Feldbergschule mit einer Perspektive im Polizeidienst. Brendel wurde als Sportler des Jahres 2022 der Stadt Wetzlar ausgezeichnet.